# Ronis de Oliveira Bastos
Ronis de Oliveira Bastos (†2017) foi um assassino em série brasileiro que ficou preso num hospital psiquiátrico pela morte de oito homens em 2011. Ele também ficou conhecido como o serial killer de Itaquaquecetuba, cidade onde cometeu os crimes.  
Acabou inocentado dos crimes porque um laudo o considerou incapaz de responder pelos próprios atos, mas a Justiça determinou sua internação num hospital psiquiátrico por tempo indeterminado. 
O assassino em série faleceu no Hospital de Custódia e Tratamento Psiquiátrico de Taubaté em abril de 2017. 

## Biografia
Ronis trabalhava consertando celulares e era feirante autorizado pela prefeitura. Tinha 22 anos quando cometeu os crimes e não havia registro de qualquer antecedente criminal em seu nome. "Segundo a polícia, em dois meses ele deixou a vida comum para se tornar o principal suspeito de uma série de crimes que aterrorizou a população de Itaquauquecetuba", reportou o g1. 
Ele morava com a mãe, mas ao ser ameaçada esta se mudou para o Sul, deixando Ronis sozinho em Itaquaquecetuba na casa onde posteriormente foram encontradas as provas dos assassinatos. 

## Crimes

### Contexto
Entre outubro e dezembro de 2011 dez homens foram atacados no bairro Jardim Luciana na cidade de Iaquaquecetuba, na Região Metropolitana de São Paulo, dos quais oito faleceram. Testemunhas descreveram o criminoso como um homem branco, jovem, de baixa estatura e que andava pelas ruas do Jardim Luciana usando uma bicicleta azul. 
Em 03 de dezembro de 2011, uma semana após os últimos crimes, ele chegou a participar de protestos contra os homicídios. "A frieza do assassino em série era tanta que chegou a participar numa manifestação popular", reportou o CM de Portugal.  

### Vítimas
A maioria das vítimas não teve o nome revelado, já que não houve júri popular devio ao laudo que considerou o criminoso incapaz. No entanto, Jefferson Soares da Silva, um dos últimos alvejados, sobreviveu e foi essencial na descrição do criminoso. Além disto, ele também testemunhou em juízo. 

### Modus operandi
Ronis escolhia as vítimas aleatoriamente e vestindo uma touca ninja as perseguia usando uma bicicleta azul. Ele matava a tiros, principalmente usando um revolver calibre 38, mas a segunda vítima foi morta por esfaqueamento. Uma espingarda também chegou a ser usada.  "O que mais me chamou atenção na época foi que ele fazia questão de que nós da Polícia soubéssemos que era a mesma pessoa cometendo todos os crimes. Agia igual e deixava pistas sempre do mesmo jeito no local", disse o delegado responsável pela investigação, Eduardo Boigues.  
"(...) agia sempre da mesma forma. Saía de casa na sua bicicleta azul usando um capuz ninja e armado com uma faca, um revólver e uma espingarda, matava as vítimas e voltava para casa", reportou o CM de Portugal. 
Como assinatura, Ronis deixava os projéteis deflagrados ao lado dos corpos. 

### Perfil da vítima
Todas as vítimas eram homens e a maioria tinha entre 20 e 50 anos de idade. 

## Investigações e prisão
Com a ajuda das testemunhas, um perfil físico do criminoso foi traçado e a polícia começou a fazer buscas no bairro Jardim Luciana. Contudo, ainda assim Ronis atirou em mais três pessoas no final de semana após a perseguição começar. Duas destas vítimas faleceram, mas Jefferson Soares da Silva sobreviveu e depois ajudou a reconhecer Ronis. 
Quando finalmente foi encontrado, em 05 de dezembro, ele estava andando com a bicicleta azul e portava o revólver 38, mas disse aos policiais que a arma era uma forma de proteção. Ronis foi preso e uma varredura em sua casa posteriormente levou a polícia a encontrar cápsulas deflagradas de munição calibre 38, idênticas as que foram usadas para cometer os homicídios, uma touca ninja e uma mochila, na qual ele escondia a arma.  

## Julgamento
Ronis não foi a júri popular após a Justiça o considerar incapaz de responder pelos próprios atos, depois de um laudo do Instituto de Medicina Social e de Criminologia de São Paulo (Imesc) apontar que ele sofria de transtornos mentais graves. Devido ao laudo, ele foi inocentado de todos os crimes, mas a Justiça determinou sua internação em um hospital psiquiátrico. 

## Morte
Ronis morreu em 24 de abril de 2017 no Hospital de Custódia e Tratamento Psiquiátrico de Taubaté, em São Paulo. 